# 田畑菜苗
田畑 菜苗（たばた ななえ、1971年12月23日 - ）は、日本の女優、声優。プロダクション東京ドラマハウスに所属。長野県出身。血液型はB型。

## 出演作品

### アニメ
- KND ハチャメチャ大作戦（船長のママ）

### ナレーション
- J:COM
- ダ・ヴィンチ・コードの真実

### CDドラマ
- マナケミア 〜学園の錬金術士たち〜（ジョウン）

### Webドラマ
- パンドラの扉（ロゼ）
- TreasureTale（ホップ）

### VP
- 大規模生涯学習（薬学部学生）

### 舞台
- 戦の夜の夢（京子）
- 屋根の下の五つ星（幹子）
- 煙が目にしみる（野々村礼子）
- グリーン・ルーム（女優2）
- 蝿取り紙（山田幹子）
- ジプシー（柴崎秀子/店員カオル）